# Plectrocnemia mojkovacensis
Plectrocnemia mojkovacensis är en nattsländeart som beskrevs av Malicky 1982. Plectrocnemia mojkovacensis ingår i släktet Plectrocnemia och familjen fångstnätnattsländor. Inga underarter finns listade i Catalogue of Life.